# Хилдеболд
Хилдеболд, с допълнителното име Аарон (на немски: Hildebold, Hildebald, Aaron; на латински: Hildebaldus; † 3 септември 818, Кьолн), е от 787 до 795 г. епископ на Кьолн и от 795 до 818 г. първият архиепископ на Кьолн. Той е тясно свързан с Карл Велики.

## Живот
През 787 г. Хилдеболд става епископ на Кьолн по желание на Карл Велики. През 791 г. Карл назначава приятеля си Хилдеболд за ерцкаплан на дворцовата капела и също за канцлер на имперската канцелария. Той е от неговите най-значими съветници.
По молба на Карл папа Адриан I освобождава през 794 г. Хилдеболд от задължението му да резидира в Кьолн, и той управлява от двора на Карл. Поетите Алкуин, Ангилберт и Теодулф го споменават в стихотворенията си.
По желание на крал Карл през 794/795 г. папа Адриан I издига епископство Кьолн на архиепископство и епископ Хилдеболд на архиепископ. Хилдеболд започва разширяването на тогавашната катедрала на Кьолн, основава катедрално училище и библиотека.
На 30 март 805 г. Хилдоболд помазва в Кьолн фризийския и саксонски мисионер Людгер за първия епископ на Мюнстер. През 813 г. той ръководи заедно с архиепископ Рихулф синода в манастир „Св. Албан“ пред Майнц. Същата година той помазва Лудвиг Благочестиви, наследникът на император Карл, за франкски крал.
През 814 г. архиепископ Хилдеболд дава на своя приятел Карл в Аахен маслосвет. Още през 811 г. той подписва като пръв свидетел завещанието на императора. Карл получава от него последното помазване. След смъртта на императора той запазва позицията си.
През 816 г. Хилдоболд извиква тържествено папа Стефан V в Реймс, където се подготвя коронизацията на крал Лудвиг Благочестиви за римски император.
Архиепископ Хилдоболд умира на 3 септември 818 г. в Кьолн и е погребан в „Св. Гереон“.